# Vormars
Als Vormars (die Vormars, auch der Vormars) wird auf Segelschiffen die erste über dem Untermast angebrachte Plattform (Mars) oder der Mastkorb des Fockmasts bezeichnet, also des vordersten Masts.
Nach der Vormars werden auch entsprechende Teile der Takelage bezeichnet, zum Beispiel Voruntermarsrah und Vorobermarsrah sowie Voruntermarssegel und Vorobermarssegel. Die dortige Fockstenge wird auch als Vormarsstenge bezeichnet.